# 蒂亞戈·賈洛
蒂亞戈·伊曼紐爾·恩巴洛·賈洛（葡萄牙語：Tiago Emanuel Embaló Djaló，發音：[tiˈaɣu dʒɐˈlɔ]；2000年4月9日—），葡萄牙職業足球員，司職中後衛，現效力意甲球會祖雲達斯。

## 俱樂部生涯
2000年4月9日出生的賈洛出道於士砵亭的他曾短暫效力過AC米蘭。 2019年夏天，賈洛轉投里爾。
2020-21賽季，賈洛在法甲聯賽中出場17次，幫助里爾拿到了法甲冠軍，其中在對陣巴黎聖日耳門的比賽中，擔任首發的他表現出色。
本賽季，賈洛在澤基·狀態不佳的情況下首發出戰了幾場右後衛，此外，在因傷缺陣期間，他也被安排到了左中衛位置。

## 國家隊生涯
賈洛曾代表葡萄牙U15-U20出場過，他也是葡萄牙U21國家隊的主力中衛。
葡萄牙足球協會官方宣佈，波爾圖後衛感染新冠，國家隊徵召了里爾後衛蒂亞戈·賈洛入替。

## 外部連結
- 蒂亞戈·賈洛於ForaDeJogo的個人資料
- National team data （页面存档备份，存于） （葡萄牙語）
- 蒂亞戈·賈洛－UEFA國際賽競賽紀錄
- Soccerway資料庫：蒂亞戈·賈洛
- worldfootball.net：蒂亞戈·賈洛之統計數據 （英文）